# Lanistes alexandri
Lanistes alexandri é uma espécie de gastrópode  da família Ampullaridae.
É endémica da Tanzânia.